# Tsar (Vaikunik)
Tsar (Armeni: Ծար, Tsar, Tzar o Car, àzeri Zar), és una regió històrica d'Armènia al Artsakh (Karabagh), coneguda també com a Vaikunik (o Vaiquniq). La ciutat principal portava el nom de Tsar.
La història del Tsar es remunta al principi de l'època medieval, quan amb el nom de Karvachar era el centre administratiu de la comarca del Vaikunik a la regió de l'Artsakh. La comarca va ser coneguda com a Vaikunik o Vaiquniq fins al segle xii. Sota els turcmans va agafar el nom de Tsar. Al segle xiv la família armènia dels Dopian es va establir a la comarca i va romandre allí fins que les seves fortaleses van ser devastades per les invasions de Tamerlà. No obstant això, els senyors armenis van ser capaços de recuperar-se al segle xv amb el suport dels Kara Koyunlu, i la ciutat va esdevenir la seu principal dels prínceps de l'alt Khatxèn. Als segles xvi i xvii, la ciutat va ser envoltada per una línia de muralles i altres fortificacions defensives. Fou governada per la dinastia dels khagbàkides (una branca dels siuníkides). En la dècada de 1730 i 1750, els armenis foren deportat i un gran nombre de tribus turques i kurds de l'Iran es van establir al Tsar i, posteriorment, van canviar el nom del poble. A principis del segle xix, el llogaret va ser atacada i saquejat pels exèrcits de l'Imperi Otomà. Va passar a Rússia el 1813 dins de la governació de Elisabethpol. Malgrat el seu estat ruïnós, a finals de 1890 l'erudit bisbe Makar Barkhudaryants va poder viatjar al Tsar i fotografiar les ruïnes del monestir de la Santíssima Verge (construït el 1225), les capelles dels sants Sargis i Grigor (construït el 1274) i altres monuments medievals de l'època (en gran part daten dels segles XIII i XV). Després de la revolució, va ser per un temps armènia (1917-1920), passant llavors a l'Azerbaidjan formant part de l'anomenat de la república autònoma anomenada del Kurdistan Uyezd (Kurdistan Roig 1923-1929); però després els kurds foren deportats a l'Àsia central per Stalin i fou repoblada per àzeris.
Karapetyan diu que els monuments armenis en Tsar (monestirs, esglésies i cementiris) van començar a ser destruïts pels kurds a la fi del segle xix, i que la destrucció va continuar en una escala major durant el període soviètic i, especialment, durant els anys 1940 i 1950. En particular, es va documentar que una escola aixecada a Tsar el 1950 es va construir amb pedres extretes del monestir del segle xiv Getamijo Surb Astvatsatsin (Santa Mare de Déu de la Confluència) que existia a la rodalia de Tzar: va identificar 133 tallats o fragments de pedra amb inscripcions reutilitzats dins de les parets de l'escola. El poble va caure sota el control de forces armènies el març de 1993 i incorporada a la República de Nagorno Karabakh, sent el centre del districte de Kalbajar (antic turc, el nom àzeri és: Kəlbəcər, el kurd: Kelbecer, armeni: Քարվաճառ Karvachar; el districte ara forma una part de la província de Martakert). La població àzeri i kurda va fugir i fou repoblada per armenis refugiats de la regió de Shahumyan.